# Royal Kobayashi
Pour les articles homonymes, voir Kobayashi.
Royal Kobayashi (ロイヤル小林) est un boxeur japonais né le 10 octobre 1949 à Kumamoto et mort le 17 novembre 2020.

## Carrière
Passé professionnel en 1973, il devient champion du monde des poids super-coqs WBC le 9 octobre 1976 en battant par arrêt de l'arbitre au 8e reprise Rigoberto Riasco. Battu dès le combat suivant par Dong-Kyun Yum le 21 mai 1977, il met un terme à sa carrière en 1981 sur un bilan de 35 victoires et 8 défaites.